# Minsheng Bank Building

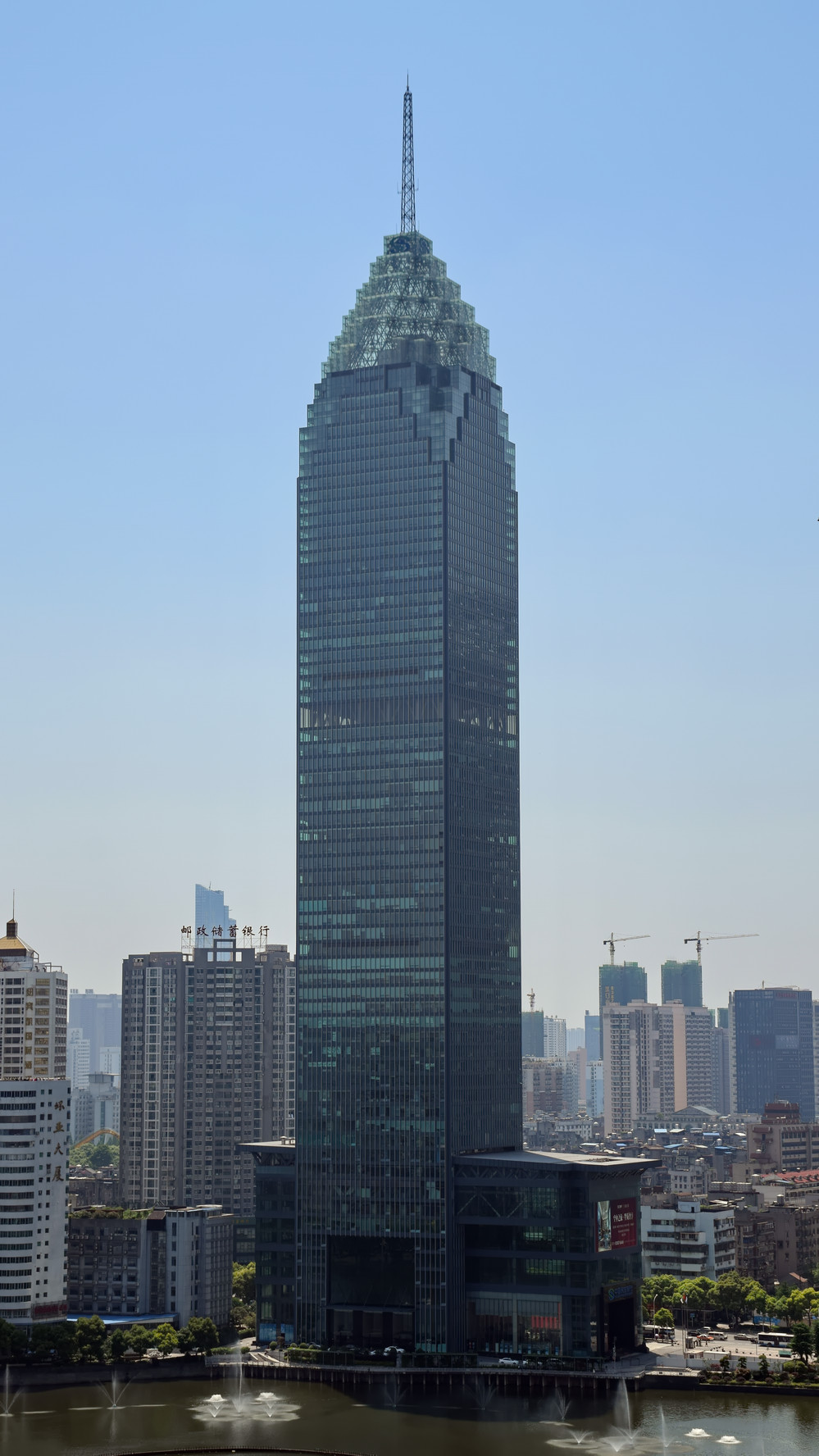
Tòa tháp Minsheng Bank

Misheng Bank Building (Có thể dịch là: Tòa nhà ngân hàng Minsheng) là một tòa nhà chọc trời ở Vũ Hán, Trung Quốc. Tòa nhà này có chiều cao 331 m với 68 tầng. Đến thời điểm năm 2007, tòa nhà đã đạt chiều cao 68 tầng. Đến thời điểm đầu năm 2008, đây là cao thứ 21 thế giới.  